# Argentina na Letních olympijských hrách 2000
Argentina se účastnila Letní olympiády 2000 v 21 sportech. Zastupovalo ji 143 sportovců (98 mužů a 45 žen).

## Medailové pozice
| Medaile | Jméno                          | Sport         | Disciplína   |
| ------- | ------------------------------ | ------------- | ------------ |
| Stříbro | Carlos Espínola                | Jachting      | mistral      |
| Stříbro | Družstvo žen                   | Pozemní hokej | turnaj žen   |
| Bronz   | Serena Amato                   | Jachting      | třída Europe |
| Bronz   | Javier Conte Juan de la Fuente | Jachting      | třída 470    |